# Szemjonovi járás

A Szemjonovi járás a Nyizsnyij Novgorod-i területen

A Szemjonovi járás (oroszul городской округ Семёновский) Oroszország egyik járása a Nyizsnyij Novgorod-i területen. Székhelye Szemjonov.

## Népesség
- 2010-ben 48 468 lakosa volt, melynek 97,9%-a orosz.